# Fahrenheit 451 (film 2018)
Fahrenheit 451 è un film per la televisione del 2018 scritto e diretto da Ramin Bahrani.
La pellicola, adattamento cinematografico dell'omonimo romanzo del 1953 di Ray Bradbury già portato sul grande schermo nel 1966 col film omonimo diretto da François Truffaut, ha per protagonisti Michael B. Jordan e Michael Shannon ed è ambientato in un futuro distopico.

## Trama
In un futuro non meglio precisato, distopico post-apocalittico, dopo una seconda sanguinosa guerra civile, gli Stati Uniti sono governati da una dittatura totalitaria chiamata il "Ministero".
In questa società la maggior parte dei libri, delle lettere e più generalmente tutto ciò che è scrittura (chiamati "graffiti") sono proibiti, ed i pochi libri autorizzati (versioni molto semplificate di libri come la Bibbia, Gita al faro e Moby Dick) sono confinati su una nuova rete internet chiamata "il 9", dove ci sono anche i telegiornali e tutto ciò che serve alla società. I libri rinvenuti vengono sequestrati e poi bruciati dai Vigili del Fuoco che, al contrario dei loro "colleghi" del periodo che precedette la dittatura, invece che spegnere gli incendi, li appiccano per bruciare i libri fuorilegge.
I Vigili del Fuoco fanno parte del Ministero, una dittatura autoritaria che dà la colpa dell'infelicità, delle malattie mentali e delle opinioni non allineate, alla lettura della letteratura "sbagliata". Guy Montag, un vigile del fuoco della caserma 451 chiamata "Salamandra", che vive a Cleveland, svolge il suo lavoro senza porsi alcun interrogativo, credendo fermamente che seguendo le orme del suo capitano stia servendo e proteggendo la società.
Tutto questo cambia quando incontra una criminale, diventata un’informatrice dei Vigili del Fuoco, di nome Clarisse, che lo induce a riconsiderare le sue azioni e le sue convinzioni condividendo con lui la vera storia dell'America e dell'ascesa del Ministero, soprattutto puntando sul fatto che i vigili del fuoco sono stati fondati per spegnere gli incendi e non appiccarli. Quando finalmente decide di ribellarsi e di capire come leggono gli "Eel" (gli emarginati che leggono i libri), giunge ad un'epifania: ora vuole leggere anche lui. Montag decide di aiutare un ribelle che ha un piano per riprodurre le sue informazioni attraverso gli animali.
Questo gruppo di ribelli ha codificato i libri e tutto il sapere umano distrutto, nel DNA di un uccello in modo che possa vivere e sopravvivere agli sforzi dei vigili del fuoco. Montag deve rubare un transponder dai vigili del fuoco per attaccarlo all'uccello in modo che possa essere localizzato da un gruppo di scienziati al fine di trasferire il DNA ad altri animali affinché tutti nel mondo possano recuperare la conoscenza perduta. Il piano è quindi un grande messaggio di speranza e libertà, per permettere all'uomo, di ritrovare se stesso e la sua individualità, non più imprigionato, in un mondo di ignoranza controllato dai potenti. Dopo che Montag ha rubato il transponder, i pompieri si recano a casa sua, dove trovano una grande scorta di libri. Su ordine del capitano Beatty, iniziano a bruciare il nascondiglio. Montag ricorda che il capitano Beatty fa parte del gruppo di pompieri che aveva picchiato suo padre quando era uno Eel e smette immediatamente di bruciare i libri. Il capitano Beatty cancella quindi la sua identità.
Dopo aver bruciato vivo un vigile del fuoco, si ritrova in fuga, finendo per ricongiungersi ad un gruppo di Eel. La casa degli Eel viene scoperta dai pompieri; Montag trova l'uccello e vi inserisce un transponder, in modo che possa trovare la strada verso gli scienziati in Canada. Il capitano Beatty lo affronta e cerca di fermarlo, ma permette all'uccello di volare via. Dopo che Montag libera l'uccello, Beatty lo brucia vivo in un impeto di rabbia. Lo storno giunge sano e salvo in Canada, dove si unisce a uno stormo di simili.

## Produzione
Ramin Bahrani inizia a lavorare al progetto nel giugno 2016.
Le riprese del film cominciarono nel luglio 2017.

## Promozione
Il primo teaser trailer del film viene diffuso il 26 febbraio 2018.

## Distribuzione
Il film fu presentato al Festival di Cannes 2018 il 12 maggio nella sezione Proiezioni di mezzanotte e distribuito sul canale HBO il 19 maggio 2018.

## Riconoscimenti
- 2018 - Premio Emmy[6]
  - Candidatura per il miglior film televisivo
- 2018 - Black Reel Awards for Television
  - Candidatura per il miglior attore in un film Tv o miniserie Tv a Michael B. Jordan
- 2019 - Saturn Award[7]
  - Candidatura per il miglior film direct to video